# Finca Sonador
Koordinaten: 9° 16′ N, 83° 30′ W
Die Finca Sonador (auch bekannt als Longo Mai) ist eine Ansiedlung in der Nähe von San Isidro de El General im Süden Costa Ricas (Provinz Puntarenas, Kanton Osa), mit ca. 400 Einwohnern.

## Geschichte
Die Longo-maï-Bewegung hat ihre Ursprünge in Österreich, Deutschland, der Schweiz und Frankreich. Von jungen Leuten der 68er-Generation wurde im Jahr 1973 in Frankreich die erste Niederlassung gegründet („Longo maï“ heißt im Provenzalischen so viel wie „es möge lange währen“). Im Vordergrund stand das gemeinschaftliche Zusammenleben auf Basis von Selbstverwaltung und landwirtschaftlicher Selbstversorgung. Zusätzlich wurden verschiedenste soziale und politische Projekte durchgeführt. Als im Jahr 1979 zahlreiche Nicaraguaner vor dem Terrorregime Anastasio Somozas fliehen mussten, entschloss sich die Kooperative zum Kauf der Finca Sonador in Costa Rica. Die Idee war, den Flüchtlingen das Land zur Verfügung zu stellen und ihnen dadurch ein selbständiges Leben zu ermöglichen.
Nach dem Sieg der Sandinisten in Nicaragua kehrten die meisten der Nicaraguaner der Finca Sonador zurück in ihr Heimatland. Flüchtlingsfamilien aus El Salvador und Guatemala nahmen ihren Platz ein, es folgten landlose costa-ricanische Bauernfamilien (darunter auch indigene des Bribri- und des Cabecar-Stammes) sowie einige wenige Europäer. Heute ist die Dorfbevölkerung mehrheitlich salvadorianischen Ursprungs. Das Dorf hat sich zu einem Ökozentrum umgeben von Ananas-Plantagen des Multinationalen Konzerns Del Monte entwickelt. Es ist Sitz der regionalen Umweltorganisation UNAPROA die auch vom österreichischen Auslandsdienst mit der Entsendung von Sozialdienern unterstützt wird. Auch aus Deutschland sind immer wieder Freiwillige für unterschiedliche Zeiträume vor Ort auch im Rahmen von Internationalen Jugendfreiwilligendiensten und dem Programm weltwärts. Ein wichtiger Faktor zum Wohlergehen des Dorfes ist ein Projekt für sanften Ökotourismus, das sich dort etabliert hat und 2004 mit dem To-Do-Award des Studienkreises für Tourismus und Entwicklung ausgezeichnet wurde.
Roland Spendlingwimmer, Gründungsmitglied von Longo Mai, betreute das Projekt vom ersten Tag an.

## Landwirtschaft
Der Anbau umfasst Mais, Bohnen, Yuca (Maniok), Bananen, Platanos (Kochbananen), Kakao, Fleisch, Milch, Eier und Früchte und deckt den Großteil des Eigenbedarfs. Für den Verkauf werden vor allem Kaffee und Zuckerrohr produziert. Die Hälfte der Fläche besteht aus geschützten Primär- und Sekundärwäldern – letztere sind die letzten noch erhaltenen größeren Regenwaldflächen in den unteren Lagen der Region.

## Sonstige Einrichtungen
Es gibt zwei Läden, eine Volksschule mit Kindergarten und zwei Kirchen.
Im Dorf besteht eine Kolping-Familie.